# Kappa m/1910

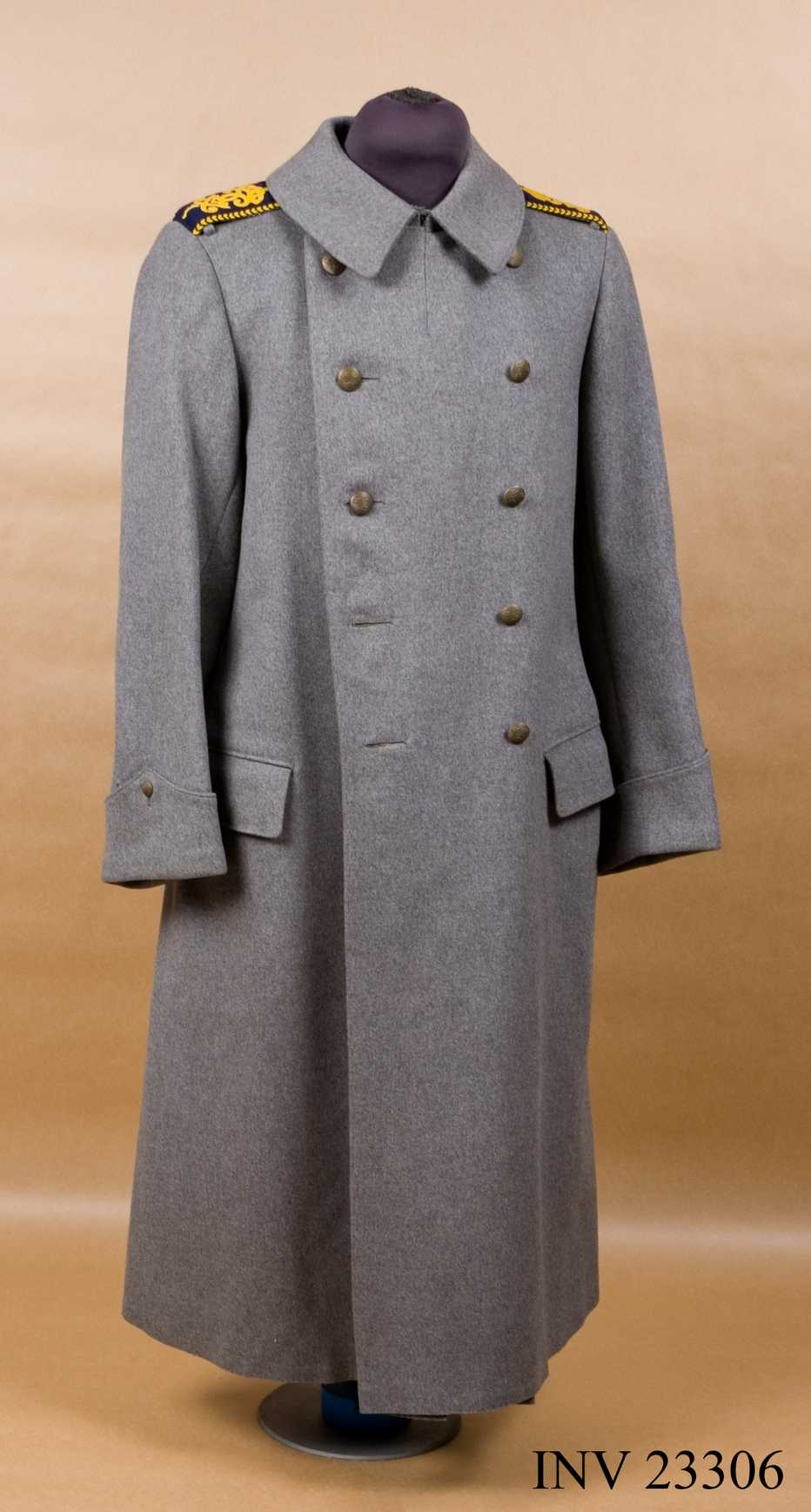
Kappa m/1910 för officersaspirant vid Svea Livgarde (I 1)
(Ur armémuseums samlingar)

Kappa m/1910 var en kappa som användes inom Försvarsmakten.

## Utseende
Denna rock är av grått kläde och har en ståndkrage att igenhäktas med hyska och hake. Den har två knapprader om fem knappar vardera samt två sidofickor.

## Användning
Denna rock användes av hela armén till Uniform m/1910 vid kylig väderlek.

## Varianter
Rock m/1910-1939 är en variant som ändrats till reglerna för Uniform m/1939. Endast ryggen och tygets färg är oförändrade.